# Anshur-Za
Anshur-Za – piąty album studyjny polskiej grupy muzycznej Thy Disease. Wydawnictwo ukazało się 30 listopada 2009 roku nakładem wytwórni muzycznej Mystic Production. 19 kwietnia 2010 roku płyta ukazała się w Europie. 10 sierpnia tego samego roku album ukazał się w Stanach Zjednoczonych i w Kanadzie nakładem firm Armoury Records i Eagle Rock. 
Ślady perkusji zostały zarejestrowane w Dominik Studio, wokalizy i partie gitar w Schindler's Factory Studio, natomiast instrumenty klawiszowe w Zed Studio. Miksowanie i mastering w Zed Studio wykonał Tomasz Zalewski. Gościnnie w nagraniach wzięła udział Paulina Maślanka, która zaśpiewała w interpretacji utworu "Frozen" z repertuaru Madonny oraz gitarzysta Waclaw "Vogg" Kiełtyka, który zagrał w utworze "Rotten Structure".

## Lista utworów
Opracowano na podstawie materiału źródłowego.
1. "Rotten Structure" (gościnnie Waclaw "Vogg" Kiełtyka) – 02:57
2. "Blame" – 04:17
3. "Moral Supremacy" – 03:16
4. "General's Speech" – 04:33
5. "Fog Of War" – 02:59
6. "Freedom For Anshur-Za" – 04:04
7. "Code Red" – 02:55
8. "Collateral Damage" – 04:14
9. "Nightmare Scenario" – 03:26
10. "Salah-Dhin" – 04:23
11. "Sinner in Me" (cover Depeche Mode) – 03:52
12. "Frozen" (gościnnie Paulina Maślanka) (cover Madonny) – 04:34

## Twórcy
Opracowano na podstawie materiału źródłowego.

- Michał "Psycho" Senajko – śpiew
- Dariusz "Yanuary" Styczeń – gitara rytmiczna, gitara prowadząca, gitara basowa, aranżacje
- Jakub "Cube" Kubica – keyboard, śpiew, programowanie, aranżacje
- Jakub "Cloud" Chmura – perkusja
- Dawid Buras – gościnnie keyboard
- Wacław "Vac-v" Borowiec – gościnnie keyboard
- Paulina Maślanka – gościnnie śpiew
- Waclaw "Vogg" Kiełtyka – gościnnie gitara prowadząca
- Tomasz Zalewski – miksowanie, mastering, produkcja
- Michał "Czecza" Czekaj – okładka, oprawa graficzna
- Michał "Xaay" Loranc – okładka, oprawa graficzna